# واشیان تخت شیر
واشیان تخت شیر، روستایی از توابع بخش مرکزی شهرستان پلدختر در استان لرستان ایران است.

## جمعیت
این روستا در دهستان میانکوه غربی قرار دارد و براساس سرشماری مرکز آمار ایران در سال ۱۳۸۵، جمعیت آن ۱۴۳ نفر (۲۷خانوار) بوده است. طایفهٔ اوسری از ایل جودکی در این روستا زندگی می‌کنند.